# Tyski Półmaraton
Tyski Półmaraton – coroczny bieg uliczny organizowany od 2012 roku we wrześniu na dystansie 21 km w Tychach. Trasa biegu posiada atest PZLA. Organizatorem jest Stowarzyszenie Promocji Lekkiej Atletyki w Tychach.
W 2020 roku zawody się nie odbyły z powodu pandemii COVID-19.

## Edycje biegu[3]
| Edycja | Data rozegrania biegu |
| ------ | --------------------- |
| 1      | 16 września 2012      |
| 2      | 15 września 2013      |
| 3      | 21 września 2014      |
| 4      | 20 września 2015      |
| 5      | 4 września 2016       |
| 6      | 3 września 2017       |
| 7      | 2 września 2018       |
| 8      | 1 września 2019       |
| 9      | 6 września 2020       |
| 9      | 5 września 2021       |
| 10     | 4 września 2022       |

## Frekwencja w półmaratonie[3]
| Edycja | Rok  | Ukończyli – mężczyźni | Ukończyli – kobiety | Ukończyli – razem |
| ------ | ---- | --------------------- | ------------------- | ----------------- |
| 1      | 2012 | 359                   | 52                  | 411               |
| 2      | 2013 | 430                   | 79                  | 509               |
| 3      | 2014 | 357                   | 73                  | 430               |
| 4      | 2015 | 386                   | 77                  | 463               |
| 5      | 2016 | 342                   | 71                  | 413               |
| 6      | 2017 | 713                   | 170                 | 883               |
| 7      | 2018 | 860                   | 259                 | 1119              |
| 8      | 2019 | 929                   | 304                 | 1233              |
| 9      | 2021 | 718                   | 173                 | 891               |
| 10     | 2022 |                       |                     | 1645              |